# Нелюбов, Борис Александрович
Бори́с Алекса́ндрович Нелю́бов (15 ноября 1930, Перово, Московская область — 12 июля 2024) — советский и российский историк, исследователь православных и нехалкидонских церквей, переводчик с греческого языка, преподаватель (с 1961 года) и заслуженный профессор Московской духовной академии (2004). Сотрудник ОВЦС.

## Биография
Родился 15 ноября 1930 года в городе Перово Московской области в семье служащего.
Окончив среднюю школу в Москве, в 1950 году поступил в Московскую духовную семинарию, но вынужденно прервал учёбу, так как был призван в армию. После демобилизации вновь поступил в Московскую духовную семинарию, которую окончил в 1957 году, после чего поступил в Московскую духовную академию. Кандидатское сочинение написал по кафедре греческого языка на тему «Перевод греческого служебника Афинского Издания в его параллели со славянским текстом».
В 1961 году окончил МДА со степенью кандидата богословия. Советом Московских духовных академии и семинарии он был оставлен при академии профессорским стипендиатом с правом преподавания греческого языка на курсе академии. Стипендиатский отчет заключался в переводе с греческого языка труда профессора Афинского университета Панайотиса Трембеласа «Три литургии». В том же году начал преподавать в МДА греческий язык.
В 1962 году был приглашен на работу в Отдел внешних церковных сношений Московского Патриархата в качестве референта, а с 1966 года в качестве переводчика с греческого языка.
В 1964 году удостоен звания доцента. В 1974 году ему присуждена учёная степень магистра богословия за магистерскую работу на тему: «Древние восточные Церкви». Ректор МДА архиепископ Владимир (Сабодан) отметил «важность этой работы доцента Б. А. Нелюбова, особенно в наш век экуменизма. Если мы интересуемся историей, вероучением, деятельностью протестантских Церквей… тем больший интерес привлекает нас к Древним Восточным Церквам, потому что во многом у нас с ними общее вероучение, общие цели и задачи» В том же году утверждён в звании профессора.
В 1976 году назначен председателем Исторической комиссии (аналог кафедры церковной истории, которая появилась в МДА в 2004 году).
Участник прошедшего с 15 по 23 февраля 1986 года заседания Межправославной комиссии по подготовке Святого и Великого Собора в Шамбези. Участник прошедшего с 28 октября по 6 ноября того же года Третьего предсоборного совещания. 12 октября 1987 года принял участие в работе VII пленарного заседания Смешанной комиссии по православно-старокатолическому диалогу.
В октябре 2004 года за многолетние труды, понесённые в МДА, ему присвоено почётное звание заслуженного профессора МДА.
В 2019 году вошёл в состав редакционной коллегии созданного тогда же журнала «Церковный историк», посвящённый проблемам истории Церкви, русской церковной истории, истории Поместных церквей и гражданской истории.
Умер 12 июля 2024 года в возрасте 93 лет. 15 июля 2024 года в Троицком соборе Данилова ставропигиального мужского монастыря в Москве состоялось его отпевание, которое возглавил архимандрит Филарет (Булеков). На отпевании присутствовали: митрополит Таллинский и всея Эстонии Евгений (Решетников), митрополит Саранский и Мордовский Зиновий (Корзинкин), архиепископ Зеленоградский Савва (Тутунов), родные и близкие Б. А. Нелюбова,  сотрудники Отдела внешних церковных связей, представители профессорско-преподавательской корпорации и студенты Московской духовной академии. Похоронен на Тучковском кладбище.

## Публикации
статьи
- Русская Православная Церковь в 1963 году // Журнал Московской Патриархии. 1964. — № 2. — С. 22-40. (соавторы: Стаднюк М., протоиерей, Иванов Н. П., Казем-Бек А. Л., Преображенский С. А., Скобей Г. Н.)
- Архиепископ Пермский и Соликамский Леонид — доктор церковной истории // Журнал Московской Патриархии. 1965. — № 4. — С. 24-25.
- Кипрская Православная Церковь (краткий исторический очерк) // Журнал Московской Патриархии. 1964. — № 6. — С. 38-44; № 7. — С. 47-51.
- Обзор журнала Кипрской Православной Церкви «Апостол Варнава» за 1964 год // Журнал Московской Патриархии. 1965. — № 10. — С. 76-77.
- Обзор журнала Кипрской Православной Церкви «Апостол Варнава» за 1965 год // Журнал Московской Патриархии. 1966. — № 7. — С. 76-77.
- Обзор официального органа Элладской Церкви — журнала «Экклисия» за 1964 год // Журнал Московской Патриархии. 1965. — № 7. — С. 78-79.
- «Пантенос», том 57 (1965, № 1-12) (журнал Александрийской Православной Церкви) // Журнал Московской Патриархии. 1966. — № 8. — С. 78-79.
- Кенийская церковная делегация в СССР // Журнал Московской Патриархии. 1966. — № 11. — С. 24.
- Пребывание на Святой Горе группы паломников Русской Православной Церкви // Журнал Московской Патриархии. 1971. — № 4. — С. 19-20.
- Коптская Церковь // Журнал Московской Патриархии. 1971. — № 12. — С. 56-63.
- История Кипрской Православной Церкви // Республика Кипр: Справочник. — М.: Научная издательская фирма «Восточная литература», 1992. — С. 292—302.
- Древние Восточные Церкви: Коптская Церковь // Альфа и Омега. — М., 1998. — № 2 (16). — С. 330—369.
- Древние Восточные Церкви: Эфиопская Церковь // Альфа и Омега. — М., 1998. — № 3 (17). — С. 361—392.
- Древние Восточные Церкви: Сиро-Яковитская Церковь // Альфа и Омега. — М., 1998. — № 4 (18). — С. 341—363.
- Древние Восточные Церкви: Малабарская Церковь // Альфа и Омега. — М., 1999. — № 1 (19). — С. 319—356.
- Древние Восточные Церкви: Армянская Церковь // Альфа и Омега. — М., 1999. — № 2 (20). — С. 308—339.
- Александрийская православная церковь // Православная энциклопедия. — М., 2000. — Т. I : А — Алексий Студит. — С. 559-594. — 40 000 экз. — ISBN 5-89572-006-4. (некоторые разделы)
- Австралийская архиепископия // Православная энциклопедия. — М., 2000. — Т. I : А — Алексий Студит. — С. 186. — 40 000 экз. — ISBN 5-89572-006-4.
- Австрийская митрополия // Православная энциклопедия. — М., 2000. — Т. I : А — Алексий Студит. — С. 190. — 40 000 экз. — ISBN 5-89572-006-4.
- Агафангел // Православная энциклопедия. — М., 2000. — Т. I : А — Алексий Студит. — С. 234. — 40 000 экз. — ISBN 5-89572-006-4.
- Агафоникийская епархия // Православная энциклопедия. — М., 2000. — Т. I : А — Алексий Студит. — С. 247. — 40 000 экз. — ISBN 5-89572-006-4.
- Аксумская митрополия // Православная энциклопедия. — М., 2000. — Т. I : А — Алексий Студит. — С. 414. — 40 000 экз. — ISBN 5-89572-006-4.
- Александр III // Православная энциклопедия. — М., 2000. — Т. I : А — Алексий Студит. — С. 504-505. — 40 000 экз. — ISBN 5-89572-006-4.
- Американская архиепископия // Православная энциклопедия. — М., 2001. — Т. II : Алексий, человек Божий — Анфим Анхиальский. — С. 161. — 40 000 экз. — ISBN 5-89572-007-2. (в соавторстве с А. С. Буевским)
- Аморий // Православная энциклопедия. — М., 2001. — Т. II : Алексий, человек Божий — Анфим Анхиальский. — С. 179. — 40 000 экз. — ISBN 5-89572-007-2. (в соавторстве с М. В. Грацианским и Л. А. Беляевым)
- Антиохийская православная церковь // Православная энциклопедия. — М., 2001. — Т. II : Алексий, человек Божий — Анфим Анхиальский. — С. 501-529. — 40 000 экз. — ISBN 5-89572-007-2.
- Анфим II // Православная энциклопедия. — М., 2001. — Т. II : Алексий, человек Божий — Анфим Анхиальский. — С. 718. — 40 000 экз. — ISBN 5-89572-007-2.
- Анфим III (Смирна) // Православная энциклопедия. — М., 2001. — Т. II : Алексий, человек Божий — Анфим Анхиальский. — С. 718-719. — 40 000 экз. — ISBN 5-89572-007-2.
- Анфим IV (Тамвакис) // Православная энциклопедия. — М., 2001. — Т. II : Алексий, человек Божий — Анфим Анхиальский. — С. 719. — 40 000 экз. — ISBN 5-89572-007-2.
- Анфим VII (Цацос) // Православная энциклопедия. — М., 2001. — Т. II : Алексий, человек Божий — Анфим Анхиальский. — С. 719. — 40 000 экз. — ISBN 5-89572-007-2.
- Афанасий V (Маргуний) // Православная энциклопедия. — М., 2002. — Т. IV : Афанасий — Бессмертие. — С. 22. — 39 000 экз. — ISBN 5-89572-009-9. (в соавторстве с Г. Статисом)
- Афанасий V // Православная энциклопедия. — М., 2002. — Т. IV : Афанасий — Бессмертие. — С. 52-53. — 39 000 экз. — ISBN 5-89572-009-9. (в соавторстве с К. А. Панченко)
- Афинагор I // Православная энциклопедия. — М., 2002. — Т. IV : Афанасий — Бессмертие. — С. 85-87. — 39 000 экз. — ISBN 5-89572-009-9.
- Отзыв на кандидатскую диссертацию Н. Данилевича на тему: «История Православия в Южной Италии (VIII—XI вв.)» // Богословский вестник. 2004. — № 4. — С. 554—555.
- Отзыв на кандидатскую диссертацию иером. Иоакима (Манукяна) на тему: «История богослужения Армянской Апостольской Церкви (V—XIV вв.) и его особенности в свете Православного Предания». // Богословский вестник. 2006. — № 5/6. — С. 727—729.

переводы
- Григорий [Микраяннанит]. «Литургия Божественной Евхаристии. Божественная Евхаристия по святому Иоанну Златоусту» / пер.: Нелюбов Б. А. // Богословские труды. — М., 1980. — № 21. — С. 121—151.
- [Служба, составленная преп. Никодимом Святогорцем] // Минея. Март. 1. — Издательство Московской Патриархии. 1984. — C. 308—331.
- Григорий [Микраяннанит]. Литургия Божественной Евхаристии: божественная Евхаристия по святому Иоанну Златоусту / Иером. Григорий; Пер. с греч. проф. Б. А. Нелюбова. — Клин : Христианская жизнь, 2001. — 96 с. — 2000 экз.

учебные пособия
- Краткий конспект по истории Древних Восточных Церквей. — Загорск, 1973. — 102 с.
- Методическое пособие по греческому языку для духовных школ Русской Православной Церкви. — Москва : Круглый стол по религиозному образованию Русской Православной Церкви, 1996. — 84 с. — ISBN 5-7429-0032-5

## Награды
- Орден св. князя Владимира III степени (1970)
- Орден св. князя Владимира II степени (1980)
- Орден св. князя Даниила Московского III степени (1990)
- Орден св. князя Даниила Московского II степени (1995)
- Орден преп. Сергия Радонежского II степени (2000)
- Орден свт. Макария Московского III степени (13 октября 2005)[10]
- Орден свт. Макария Московского I степени (15 ноября 2020)[11]
- медаль святителя Марка Эфесского I степени (3 декабря 2020; ОВЦС)[12]